# Девисилов, Владимир Аркадьевич
Владимир Аркадьевич Девисилов (родился 21 июля 1951) — российский учёный в области техносферной безопасности, доцент кафедры «Экология и промышленная безопасность» МГТУ им. Н. Э. Баумана, лауреат Премии Президента Российской Федерации в области образования (2003), лауреат Премии Правительства Российской Федерации в области образования (2013). Основные темы научных исследований: очистка и фильтрация жидкостей, гидромеханика, техносферная безопасность. Один из основных разработчиков ряда Государственных образовательных стандартов по направлениям защиты окружающей среды, пожарной безопасности, защиты в чрезвычайных ситуациях. Главный редактор рецензируемого научного журнала «Безопасность в техносфере».

## Биография
Родился в поселке Белоомут Московской области 21 июля 1951 года.
В 1974 году окончил Московское высшее техническое училище им. Н. Э. Баумана, инженер-механик по специальности «Двигатели летательных аппаратов», а затем очную аспирантуру на кафедре «Ракетные двигатели» в 1977 году. В 1981 году защитил диссертацию и получил ученую степень кандидата технических наук. В 1988 ему присвоено учёное звание старшего научного сотрудника, а в 1992 г. — доцента.
С 2001 по 2005 годы занимал должность заместителя главного редактора рецензируемого научного журнала «Безопасность жизнедеятельности», а также являлся одним из создателей данного журнала. В дальнейшем занял должность главного редактора другого профильного научного журнала «Безопасность в техносфере».
С 2012 года первый заместитель заведующего кафедрой «Экология и промышленная безопасность» МГТУ им. Н. Э. Баумана. Преподает следующие дисциплины: «экономика и менеджмент безопасности в техносфере», «энергетические загрязнения биосферы», «экономика природопользования».

## Научная деятельность
Автор и соавтор более 15 учебников и учебных пособий, которые имеют грифы министерства и УМО. Автор и соавтор 33 авторских свидетельств, патентов на изобретения и полезные модели.

## Общественная деятельность
С 2015 года является председателем Федерального учебно-методического объединения по укрупненной группе специальностей и направлений «Техносферная безопасность и природообустройство»
Ключевое участие в разработках Федеральных государственных образовательных стандартов по направлениям подготовки:
1. Направления подготовки дипломированных специалистов:
  - «Безопасность жизнедеятельности» (280100) по специальностям: «Безопасность жизнедеятельности в техносфере», «Пожарная безопасность», «Безопасность технологических процессов и производств», «Защита в чрезвычайных ситуациях».
  - «Защита окружающей среды» (280200) по специальностям: «Инженерная защита окружающей среды», «Охрана окружающей среды и рациональное использование природных ресурсов».
2. Направления подготовки бакалавров и магистров:
  - «Защита окружающей среды» (280200)

## Награды
- Премия Президента Российской Федерации в области образования 2003 года за «создание системы подготовки специалистов по безопасности жизнедеятельности в высших учебных заведениях».[5]
- Премия Правительства Российской Федерации в области образования 2013 года за «комплект учебников и учебных пособий по охране труда для среднего и профессионального образования».[6]

## Избранные научные труды
- Девисилов В. А. Охрана труда: учебник /В. А. Девисилов. — 4-е изд., перераб. и доп. — М.: ФОРУМ, 2009. — 496 с.
- Девисилов В. А., Дроздова Т. И., Тимофеева С. С. Теория горения и взрыва: практикум: учебное пособие. — М.: ФОРУМ, 2012. — 352
- Трифонов К. И., Девясилов В. А. Физико-химические процессы в техносфере. М.: Форум: Инфра-М, 2007. — 239 с.
- Девисилов В. А. Портфолио и метод проектов как педагогическая технология мотивации и личностно-ориентированного обучения в высшей школе // Высшее образование сегодня, 2009. № 2. С. 29-34.
- Devisilov V. A., Sharai E. Y. Numerical study of the flow structure in a hydrodynamic filter //Theoretical Foundations of Chemical Engineering. – 2016. – Т. 50. – №. 2. – С. 209-216.
- Zhidkov M. A. et al. Thermodynamics of the Ranque-Hilsch effect in the three-flow vortex tubes //Theoretical Foundations of Chemical Engineering. – 2015. – Т. 49. – №. 4. – С. 523-531.
- Devisilov V. A., Sharai E. Y. Hydrodynamics of a rheologically complicated liquid in a self-cleaning filter //Theoretical Foundations of Chemical Engineering. – 2012. – Т. 46. – №. 6. – С. 594-600.
- Devisilov V. A., Sharai E. Y. Particle separation in an annular converging channel with an inner rotating permeable baffle //High Temperature. – 2018. – Т. 56. – №. 4. – С. 576-580.